# Chyhyryn
Chyhyryn (tiếng Ukraina: Чигирин) là một thành phố của Ukraina. Thành phố này thuộc tỉnh Cherkasy. Thành phố này có diện tích ? km2, dân số theo điều tra dân số năm 2001 là 11960 người.

## Khí hậu
| Dữ liệu khí hậu của Chyhyryn (1981–2010) | Dữ liệu khí hậu của Chyhyryn (1981–2010) | Dữ liệu khí hậu của Chyhyryn (1981–2010) | Dữ liệu khí hậu của Chyhyryn (1981–2010) | Dữ liệu khí hậu của Chyhyryn (1981–2010) | Dữ liệu khí hậu của Chyhyryn (1981–2010) | Dữ liệu khí hậu của Chyhyryn (1981–2010) | Dữ liệu khí hậu của Chyhyryn (1981–2010) | Dữ liệu khí hậu của Chyhyryn (1981–2010) | Dữ liệu khí hậu của Chyhyryn (1981–2010) | Dữ liệu khí hậu của Chyhyryn (1981–2010) | Dữ liệu khí hậu của Chyhyryn (1981–2010) | Dữ liệu khí hậu của Chyhyryn (1981–2010) | Dữ liệu khí hậu của Chyhyryn (1981–2010) |
| Tháng                                    | 1                                        | 2                                        | 3                                        | 4                                        | 5                                        | 6                                        | 7                                        | 8                                        | 9                                        | 10                                       | 11                                       | 12                                       | Năm                                      |
| ---------------------------------------- | ---------------------------------------- | ---------------------------------------- | ---------------------------------------- | ---------------------------------------- | ---------------------------------------- | ---------------------------------------- | ---------------------------------------- | ---------------------------------------- | ---------------------------------------- | ---------------------------------------- | ---------------------------------------- | ---------------------------------------- | ---------------------------------------- |
| Trung bình ngày tối đa °C (°F)           | −0.9 (30.4)                              | −0.1 (31.8)                              | 5.5 (41.9)                               | 14.4 (57.9)                              | 21.3 (70.3)                              | 24.3 (75.7)                              | 26.3 (79.3)                              | 25.9 (78.6)                              | 20.0 (68.0)                              | 13.0 (55.4)                              | 5.0 (41.0)                               | 0.4 (32.7)                               | 12.9 (55.2)                              |
| Trung bình ngày °C (°F)                  | −3.5 (25.7)                              | −3.1 (26.4)                              | 1.7 (35.1)                               | 9.4 (48.9)                               | 15.9 (60.6)                              | 19.2 (66.6)                              | 21.2 (70.2)                              | 20.4 (68.7)                              | 14.9 (58.8)                              | 8.8 (47.8)                               | 2.3 (36.1)                               | −2.1 (28.2)                              | 8.8 (47.8)                               |
| Tối thiểu trung bình ngày °C (°F)        | −6.1 (21.0)                              | −5.9 (21.4)                              | −1.5 (29.3)                              | 4.8 (40.6)                               | 10.4 (50.7)                              | 14.3 (57.7)                              | 16.1 (61.0)                              | 15.0 (59.0)                              | 10.4 (50.7)                              | 5.4 (41.7)                               | −0.2 (31.6)                              | −4.4 (24.1)                              | 4.9 (40.8)                               |
| Lượng Giáng thủy trung bình mm (inches)  | 34.4 (1.35)                              | 32.9 (1.30)                              | 35.5 (1.40)                              | 36.7 (1.44)                              | 49.7 (1.96)                              | 77.1 (3.04)                              | 65.2 (2.57)                              | 54.2 (2.13)                              | 55.9 (2.20)                              | 42.1 (1.66)                              | 39.4 (1.55)                              | 37.0 (1.46)                              | 560.1 (22.05)                            |
| Số ngày giáng thủy trung bình (≥ 1.0 mm) | 7.4                                      | 7.1                                      | 7.3                                      | 7.0                                      | 7.2                                      | 8.5                                      | 7.1                                      | 6.3                                      | 6.5                                      | 5.7                                      | 6.8                                      | 7.4                                      | 84.3                                     |
| Độ ẩm tương đối trung bình (%)           | 83.5                                     | 80.8                                     | 76.6                                     | 66.9                                     | 63.2                                     | 68.0                                     | 68.0                                     | 66.4                                     | 71.9                                     | 76.9                                     | 84.0                                     | 85.1                                     | 74.3                                     |
| Nguồn: Tổ chức Khí tượng Thế giới        |                                          |                                          |                                          |                                          |                                          |                                          |                                          |                                          |                                          |                                          |                                          |                                          |                                          |

## Thành phố kết nghĩa
- Sebastopol, California, Hoa Kỳ[3]